# Kościół św. Rajmunda w Hańsku
Kościół św. Rajmunda w Hańsku – katolicki kościół w Hańsku, wzniesiony jako cerkiew prawosławna.
Pierwsza cerkiew prawosławna pod wezwaniem Podwyższenia Krzyża Świętego w Hańsku powstała przed 1564. Ok. 1796-1799 na jej miejscu wzniesiono nową, drewnianą świątynię. Była to już wtedy cerkiew unicka. Przed 1882 budowlę przeniesiono do wsi Siedliszcze, gdzie została zniszczona przez pożar. Murowaną prawosławną cerkiew w Hańsku zbudowano w 1882. Pracami budowlanymi kierował Tomasz Orłowski. W 1919 świątynia została zrewindykowana na rzecz Kościoła katolickiego.
Wyposażenie kościoła pochodzi po części z kościoła św. Krzyża w Krasnymstawie, rozebranego przez Austriaków w 1816, po części zaś jest dawnym wyposażeniem cerkiewnym. Z kościoła w Krasnymstawie pochodzi barokowy ołtarz główny i dwa boczne, wykonane w 1716 przez Szymona Słowikowskiego. Z osiemnastego wieku pochodzą także barokowo-klasycystyczna chrzcielnica oraz barokowy krucyfiks. Na wyposażeniu kościoła pozostają także dwa osiemnastowieczne ornaty.